# 北ノ薗遼
北ノ薗 遼（きたのその はるか、1999年1月18日 - ）は、宮崎県出身のハンドボール選手。日本ハンドボールリーグのソニーセミコンダクタマニュファクチャリング所属。

## 経歴
環太平洋大学時代の2018年、中四国学生ハンドボール春季リーグにてベストセブンに選出。
2021年、日本ハンドボールリーグのソニーセミコンダクタマニュファクチャリングへ加入。

## 詳細情報

### 年度別成績
| 年       | チーム   | 試合 | フィールド 得点 | 率   | 7m  | 合計  | 警告 | 退場 | 失格 |
| -------- | -------- | ---- | --------------- | ---- | --- | ----- | ---- | ---- | ---- |
| 2020-21  | ソニー   | 0    | 0/0             | -    | 0/0 | 0/0   | 0    | 0    | 0    |
| 2021-22  | ソニー   | 10   | 4/8             | .500 | 0/0 | 4/8   | 0    | 0    | 0    |
| 2022-23  | ソニー   | 20   | 29/50           | .580 | 0/0 | 29/50 | 0    | 2    | 0    |
| JHL：3年 | JHL：3年 | 30   | 33/58           | .569 | 0/0 | 33/58 | 0    | 2    | 0    |

### 記録
- フィールドゴール初得点：2021年9月4日、対オムロン戦（霧島市国分体育館）[3]

### 背番号
- 19 (2020年 - )